# USS Florida (SSGN-728)
Pour les autres navires du même nom, voir USS Florida.
L'USS Florida (SSBN-728 puis SSGN-728) est un sous-marin nucléaire lanceur de missiles de croisière de la classe Ohio de l'United States Navy. Il s'agit du sixième bâtiment nommé en l'honneur de l'état de Floride.
Lancé en 1983 comme sous-marin nucléaire lanceur d'engins (SNLE-SSBN), il fut converti de 2003 à 2006 en sous-marin nucléaire lanceur de missiles de croisière (SSGN).

## Construction et commissionnement
Le contrat de construction du Florida fut accordé à la division Electric Boat de General Dynamics au chantier naval Electric Boat de Groton (Connecticut) le 28 février 1975. Sa quille fut posée le 19 janvier 1981, précédant le lancement du bâtiment le 14 novembre de la même année sous le parrainage de Jarcia M. Carlucci.
Son réacteur nucléaire fut lancé un an plus tard, le 13 novembre 1982. L'équipage constitué dans le cadre de la réalisation des essais embarqua le 21 janvier 1983 pour que ces essais débutent le 21 février. Il est réceptionné par la Navy le 17 mai avec 43 jours d'avance. Il est commissionné le 18 juin 1983 avec pour commandants le capitaine William L. Powell (équipage bleu) et le capitaine George R. Sterner (équipage or),.

## Histoire opérationnelle

### Comme SSBN
Après la mise en service du bâtiment, les deux équipages réalisèrent avec succès le lancement de missiles Trident C-4. Le Florida gagna le 25 mars 1984 son port d'attache de Bangor, dans l'état de Washington en ayant transité par le canal de Panama.
Sa première mission fut achevée le 25 juillet 1984.
Début 2002, le Florida a réalisé un total de 61 patrouilles. Il a gagné le Battle Effectiveness Award à cinq reprises : en 1989, 1991, 1994, 1999 et 2002. En 1991, il a également gagné le Marjorie Sterrett Battleship Fund Award.
En 1997, le commander Michael J. Alfonso fut démis de son commandement pour conduite déshonorante (harcèlement moral),.

### Conversion en SSGN

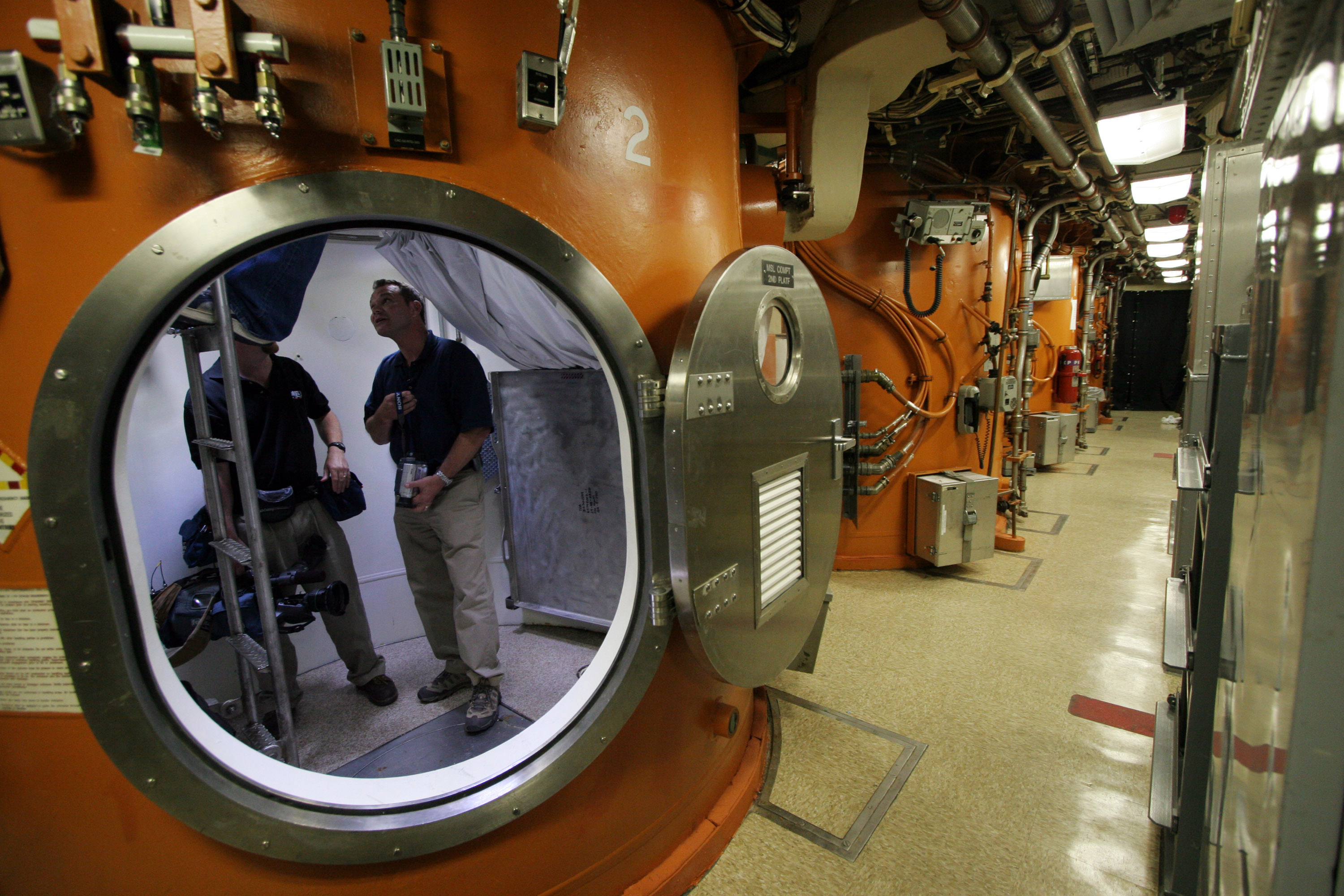
Un des tubes lance-missiles de la version SSBN reconverti.

En mai 2003, il gagne le chantier naval de Norfolk dans le but de recharger son combustible nucléaire et d'être converti en sous-marin nucléaire lanceur de missiles de croisière. Après être entré en forme de radoub le 8 juillet, l'Engineered Refueling Overhaul débute, environ un mois avant le lancement des travaux de conversion.
Le 27 août, un incendie se déclare à bord à proximité du compartiment réacteur mais est rapidement maîtrisé. D’après la Navy, le sinistre n'aurait fait aucun dégât important.
En avril 2006, la conversion terminée, le Florida prend la mer pour réaliser des essais et gagne son port d'attache de Kings Bay en Géorgie. Il reprend officiellement le service le 25 mai 2006 à la suite d'une cérémonie à la station de Mayport, en Floride.

### Opération Odyssey Dawn

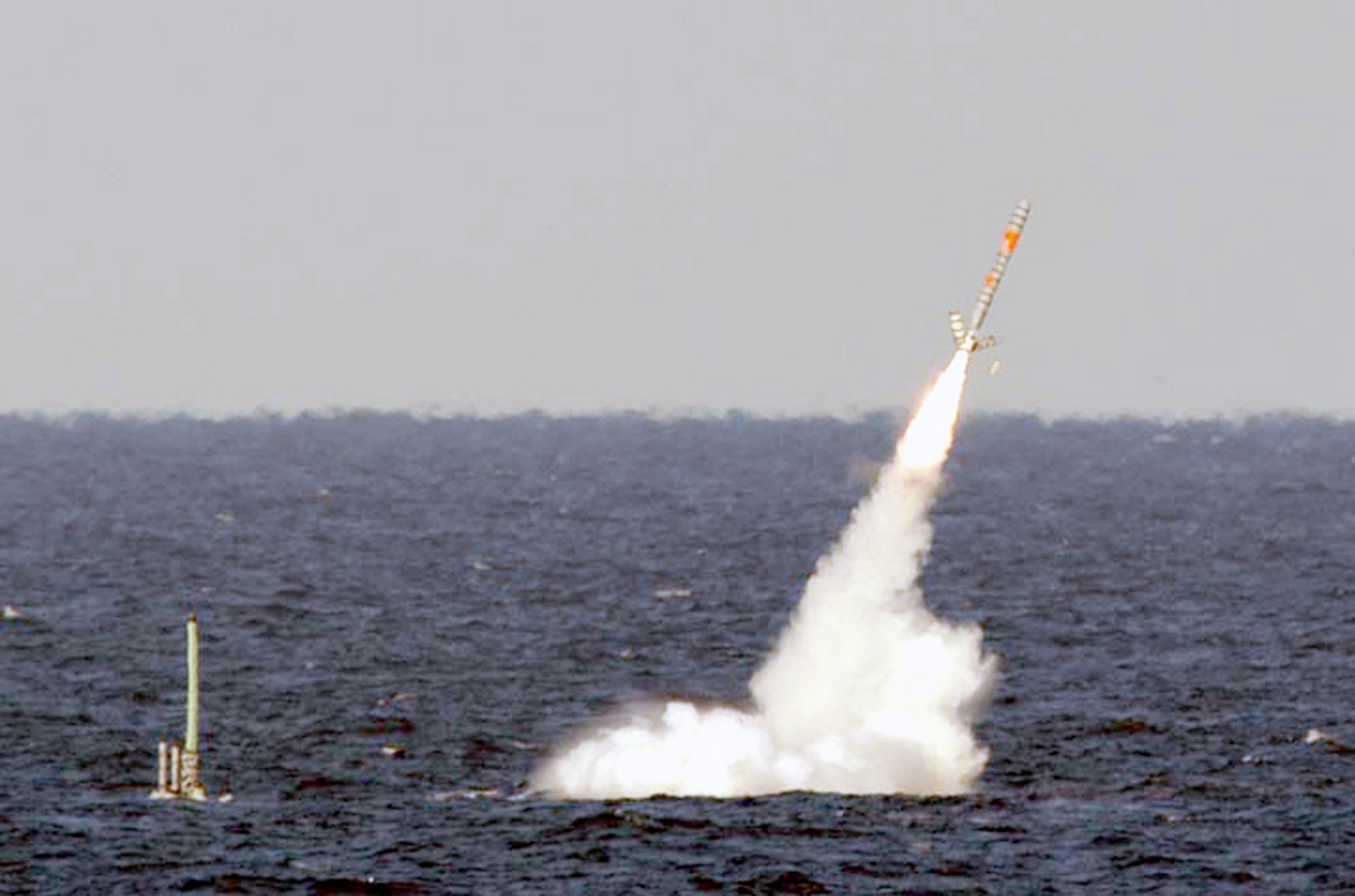
Le Florida tirant un missile Tomahawk au large des Bahamas.

Le 19 mars 2011, en appui d'autres navires de l'US Navy et de la Royal Navy, le Florida a tiré des missiles Tomahawk sur des positions défensives antiaériennes libyennes dans le cadre de l'opération Odyssey Dawn,. Les missiles Tomahawk ont permis aux forces aériennes britanniques, françaises et alliées d'entrer en Libye lors de l'intervention de 2011 et également d'empêcher les avions de l'armée de l'air de la Jamahiriya arabe libyenne de bombarder des positions rebelles. Il s'agissait alors du premier engagement du Florida et même d'un sous-marin de la classe Ohio. Au total, 93 missiles furent tirés dont 90 qui atteignirent leur but (le stock total d'un SSGN Ohio étant de 160 missiles).
Des quatre sous-marins lanceurs de missiles de croisière de la classe Ohio, le Florida était le seul disponible pour l'opération Odyssey Dawn, ce depuis qu'il est le seul assigné à la Méditerranée. D'autres Tomahawk furent toutefois tirés depuis des navires de surface de l'US Navy et de la Royal Navy.
Le 15 février 2013, l'équipage du Florida fut décoré de la Navy Unit Commendation pour sa participation à cette opération.

### Depuis 2011
Il remporte en février 2012 à nouveau le Battle E pour l'année 2011.
Le 17 mai 2019, Military.com divulgue un rapport qui stipule que des sous-mariniers ont créé une liste de viols parmi les femmes de l'équipage.
De 2022 à 2024, il effectue une mission exceptionelle de 727 jours, parcourant 60’000 nautiques, grâce à cinq permutations de deux équipages. Il se rend Naples en Italie à la fin de l'été 2023. Le 14 septembre de cette même année, le Florida effectue une visite à Tromsø en Norvège, dans le contexte de l'invasion russe de l'Ukraine et de renforcement du partenariat avec ce pays scandinave. Il s'agit de sa première visite en Norvège. Lors de cette très longue mission, il a aussi participé aux frappes contre les infrastructures militaires utilisées par les rebelles houthis pour viser le trafic maritime en Mer Rouge depuis le Yémen.